# Straßenbahn Turku
Die Straßenbahn Turku wurde in der finnischen Stadt Turku von 1908 bis 1972 als meterspurige elektrische Straßenbahn betrieben. Zuvor gab es von 1890 bis 1892 eine normalspurige Pferdebahn.

## Pferdebahn
Erstmals wurden Planungen für eine Straßenbahn in Turku im Jahr 1889 öffentlich gemacht. In diesem Jahr beantragte Graf August Magnus Armfelt bei der Stadt Turku eine Konzession für eine Pferdebahn. Die von Armfelt gegründete Gesellschaft baute ab Sommer 1889 eine eingleisige Strecke mit 3,1 km Länge und führte von der Burg Turku ins Stadtzentrum. Als einzige finnische Straßenbahn vor Eröffnung der Straßenbahn Tampere im August 2021 wurde sie in der Normalspur von 1435 mm erbaut. Am 3. Mai 1890 wurde die Bahn eröffnet und mit insgesamt fünf aus Schweden gelieferten Wagen bedient. Sie erwies sich aber bald als unrentabel und der Betrieb wurde bereits am 31. Oktober 1892 wieder eingestellt.

## Elektrische Straßenbahn
Um die Jahrhundertwende wurden erneut Straßenbahnpläne diskutiert, nachdem die Stadt Turku erheblich angewachsen war. Im Jahr 1906 erhielt AEG von der Stadt eine entsprechende Konzession und begann ab Sommer 1908 mit dem Bau der elektrischen Straßenbahn. Am 22. Dezember 1908 wurde die Straßenbahn eröffnet, ausgeführt wurde sie in Meterspur. Es wurden zwei Linien erbaut, eine Ringlinie in der Innenstadt und eine Linie zum Hafen. 1909 wurden beide Linien zu einer vereint.
1919 übernahm die Stadt Turku die Straßenbahn als kommunales Unternehmen. Ab 1929 wurden die bislang eingleisigen Strecken schrittweise zweigleisig ausgebaut. Ab 1932 wurden in den Jahren bis 1940 mehrere Netzerweiterungen in Betrieb genommen. Der größte Netzumfang war 1946 mit drei Linien erreicht. In den 50er Jahren begann wie in den meisten europäischen Ländern der allmähliche Rückzug der Straßenbahn. 1956 war noch eine kurze Verlängerung der Linie 2 gebaut worden. Im gleichen Jahr kamen die letzten acht neuen Triebwagen und 1958 der letzte neue Beiwagen in Betrieb. 1965 entschied die Stadt, den Betrieb etappenweise einzustellen. 1967 wurde die erste Linie eingestellt, die letzte Bahn fuhr am 1. Oktober 1972.

## Fahrzeuge
Die Pferdebahngesellschaft beschaffte vom schwedischen Hersteller Atlas fünf Pferdebahnwagen, davon ein offener Sommerwagen. Nach Einstellung der Bahn konnten die Wagen 1894 nach Stockholm verkauft werden.
Die elektrische Straßenbahn nahm ihren Betrieb mit elf von ASEA/AEG gelieferten Triebwagen auf. Mit diesen Wagen zusammen wurden bis 1956 insgesamt 55 Triebwagen beschafft. Die letzten, 1956 von Valmet gekauften acht Triebwagen waren vierachsige Einrichtungs-Großraumwagen des Typs RM 2, alle zuvor beschafften Triebwagen waren zweiachsig.
Beiwagen setzte die Straßenbahn Turku – abgesehen von den fünf Pferdebahnwagen der Jahre 1890 bis 1892 – erstmals 1919 ein. Insgesamt wurden 47 Beiwagen beschafft, die überwiegend von der eigenen Werkstatt des Betriebs erbaut wurden. Teilweise entstanden sie als Umbauten aus älteren Triebwagen. Der letzte Beiwagen wurde 1958 beschafft.

## Geplante Wiedereinführung
Seitens der Stadtverwaltung ist die Errichtung eines neuen Straßenbahnsystems geplant, um die zukünftige Stadtentwicklung zu fördern und die selbstgesteckten Ziele beim Klimaschutz erreichen zu können.
Die erste Strecke mit 11 Kilometern Länge und insgesamt 17 Haltestellen soll den Hafen im Westen und den Stadtteil Varissuo im Osten über die Innenstadt verbinden, wobei in einen Umkreis von 600 Metern um die Haltestellen herum bis 2050 insgesamt 30 Prozent der Bevölkerung sowie 46 Prozent der Arbeitsplätze direkt angebunden werden sollen. Nach der Eröffnung soll die Strecke im 7,5-Minuten-Takt befahren werden.
In den Planungen wurde neben der Straßenbahnstrecke, deren Baukosten mit 333 Mio. €, davon 39 Mio. € für Fahrzeuge angesetzt sind, wovon 30 % vom Staat übernommen werden sollen, auch ein Netz aus höherwertigen Buslinien in Betracht gezogen, deren Errichtung 95 Mio. € gekostet hätte. Da eine Straßenbahn die Wettbewerbsfähigkeit und die Attraktivität der Stadt sowie der umliegenden Region besser fördern würde sowie das attraktivere Verkehrsmittel darstellen würde, wurde sich für die Straßenbahn und gegen das höherwertige Busnetz entschieden.

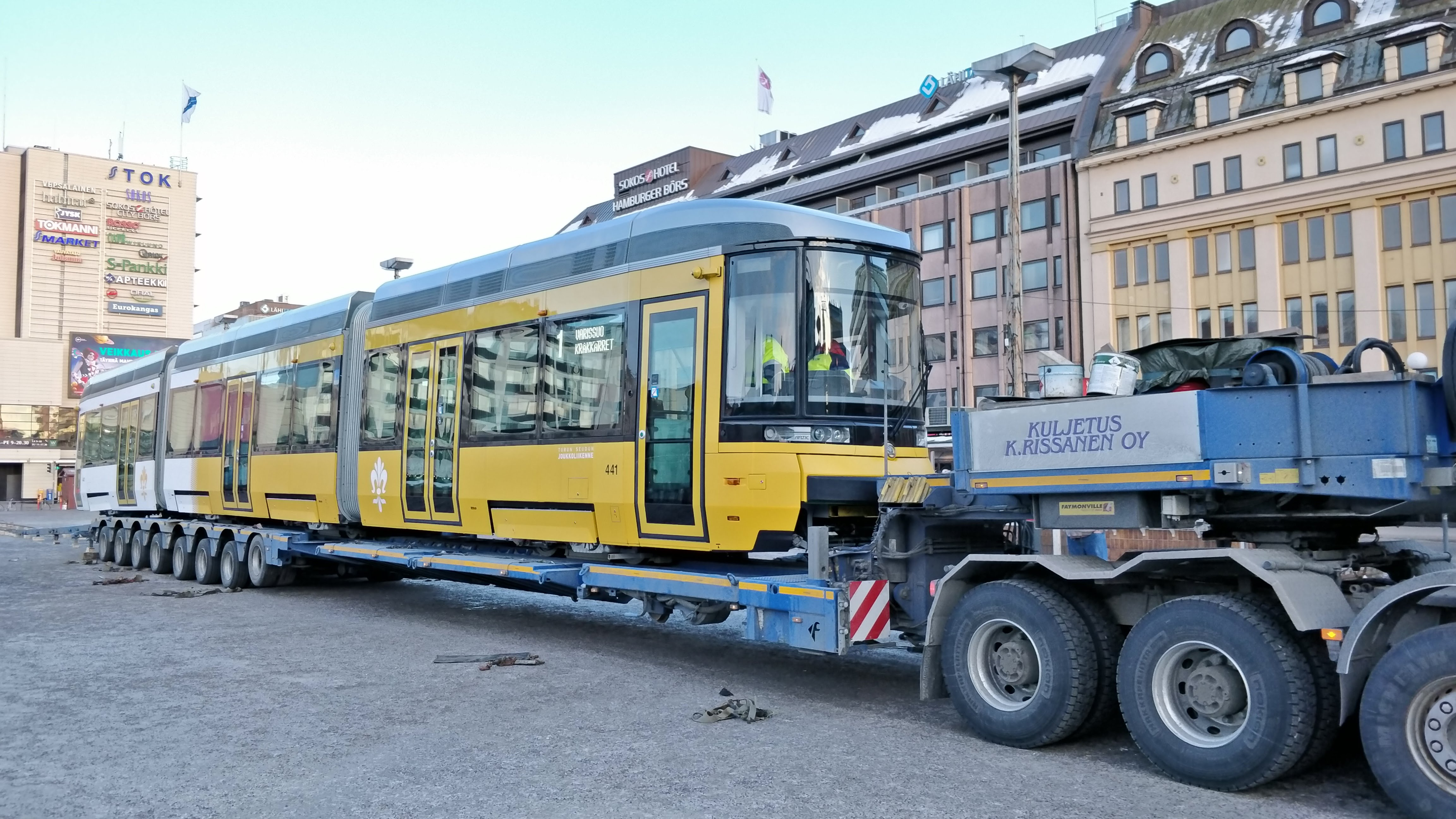
Škoda Artic bei de Präsentation in Turku

Die Zustimmung des Stadtrates zur Planung erfolgte im Herbst 2023. Im März 2024 wurde der Planungsauftrag an das Konsortium Auratikka vergeben, das eineinhalb Jahre Zeit für die Detailplanung hat.
Im September 2024 lud Turun Raitiotie Oy (Straßenbahn Turku GmbH) auf der Fachmesse Innotrans zum Marktdialog über die neue Straßenbahn ein. Zu einem zweiten Marktdialog zur Fahrzeugbeschaffung lud das Unternehmen im Frühling 2025 ein.
Die Kostenschätzung hat sich inzwischen auf 386 Millionen Euro inklusive Fuhrpark erhöht. Die Zustimmung zur Finanzierung des Projekts wird für Ende 2025 erwartet, während im Zeitraum zwischen 2026 und 2030 die Strecke durch das planende Konsortium errichtet werden soll. Die Eröffnung ist in den frühen 2030ern vorgesehen.